# Super Franchise Me
«Super Franchise Me» (укр. «Супер виробництво мені») — третя серія двадцять шостого сезону мультсеріалу «Сімпсони», прем'єра якої відбулась 12 жовтня 2014 року у США на телеканалі «Fox».
Серія присвячена пам'яті акторки озвучування Джен Гукс, яка озвучувала Манджулу Нахасапімапетілон і померла за 3 дні до виходу серії у віці 57 років.

## Сюжет
Нед Фландерс та його сини намагаються зменшити споживання електроенергії в будинку, але виявляють, що їх електроенергію використовує Гомер для живлення колеса огляду та морозильної камери, повної м'яса. Коли Фландерс забирає морозилку, яку Гомер теж «позичив» у нього, Мардж використовує м'ясо і робить з нього сандвічі, які стають популярними у Спрінґфілдській початковій школі, коли Барт і Ліса беруть їх туди як валюту. З'являється Труді Зенґлер із компанії «Сандвічний сервант Матінки Хаббард» радить Мардж відкрити франшизу з виробництвом сандвічів.
Спочатку Мардж зазнає труднощів через некомпетентний персонал, але згодом починає приносити приємний прибуток, коли сім'я Сімпсонів бере все на себе. Однак бізнес знову сповільнюється, коли через дорогу відкривається експрес-магазин тієї самої франшизи, керований Клітусом та його родиною. Мардж впадає у депресію і їде до Мо. Той повідомляє їй про шахрайство, щоб вийти з контракту з франшизою.
Гомер, переодягнений як «сучасний бізнесмен», заходить у ресторан і на нього Барт «випадково» виливає на промежину, куди потім б'є вогнегасником. Мардж розповідає раніше несимпатичній Труді, що її сім'ю «Матінка Хаббард» не навчила екстреної медичної підготовки, що є порушенням франшизного контракту. Щоб запобігти масовому позову, Труді неохоче повертає Мардж усі її витрати, і Мардж радіє, що у сім'ї все вийшло порівняно добре, коли вони навіть «вийшли в нуль».
У фінальній сцені показано, як печерний Гомер робить перший в історії сандвіч із меленого м'яса лінивця між двома білками, але потім він помирає всередині смоляної ями. В наш час Гомер захоплюється скам'янілим сандвічем…

## Цікаві факти і культурні відсилання
- Сцена на дивані є пародією на обкладинку альбому Кета Стівенса «Tea for the Tillerman» 1970 року, з початковою композицією альбому, що грає на фоні[1].

## Ставлення критиків і глядачів
Під час прем'єри серію переглянули 7,33 млн осіб з рейтингом 3.3, що зробило її найпопулярнішим шоу на каналі «Fox» тієї ночі.
Денніс Перкінс з «The A.V. Club» дав серії оцінку B, сказавши:
|  | Володіючи єдністю цілей, «Super Franchise Me» дозволяє своїм героям дихати. Епізод показує, як Мардж відкриває франчайзинговий сандвіч-ресторан. Жодної запрошеної зірки, жодних особливих подій, жодного підсюжету — серія уникає великої кількості (якщо не всього) безладу, що відволікає увагу у багатьох епізодах «Сімпсонів» за останні кілька років, і зосереджується на цій історії. Якщо ця історія не є чимось особливим, то вона, принаймні, заповнена достатньою кількістю кумедних маленьких дотиків персонажів і стриманим сміхом, щоб шоу виглядало якнайкраще |

Стейсі Ґланцман з «TV Fanatic» дала серії оцінку 3/5, назвавши її «нормальною серією».
Згідно з голосуванням на сайті The NoHomers Club більшість фанатів оцінили серію на 4/5 із середньою оцінкою 2,98/5.